# Pomieszczenie przynależne
Pomieszczenie przynależne – pomieszczenie, które zgodnie z ustawą o własności lokali, stanowi część składową samodzielnego lokalu, nawet jeśli dane pomieszczenie nie przylega bezpośrednio do lokalu.

## Źródła prawne
Możliwość ustanawiania pomieszczeń przynależnych do nieruchomości lokalowych przewiduje art. 2 ust. 4 uwl. Należy podkreślić, że pomieszczeniem przynależnym jest wyłącznie to pomieszczenie przeznaczone do wyłącznego użytkowania przez właściciela określonej nieruchomości lokalowej, które zostało uwzględnione w procesie wyodrębniania takiej nieruchomości lokalowej z nieruchomości wspólnej. 
Powyższe oznacza, że pomieszczenia użytkowane przez właścicieli lokali w wielu nieruchomościach, w których nie dokonano ustanowienia tej przynależności i ujawnienia jej w księdze wieczystej lokalu, tak naprawdę nie są pomieszczeniami przynależnymi do konkretnego lokalu, w rozumieniu ustawy o własności lokali, lecz pomieszczeniami wspólnymi, których sposób użytkowania winna regulować stosowna umowa notarialna współwłaścicieli nieruchomości wspólnej bądź uchwała wspólnoty mieszkaniowej. Najczęściej jednak, gdy przy wydzielaniu nie ustanowiono przynależności dla takich pomieszczeń, np. komórek lokatorskich w piwnicach, są one nadal, bez umowy lub uchwały, użytkowane przez poszczególnych właścicieli lokali, na zasadzie milczącej zgody ogółu, które to użytkowanie jest kontynuacją z chwili przed ustanowieniem samodzielności lokalu, kiedy to najemca komunalny lokalu lub użytkownik lokalu w spółdzielni, korzystał z określonej komórki, wynajmując lokal (który później został wykupiony), wraz z komórką (która nie została wykupiona, gdyż nie została ustanowiona odpowiednia przynależność do lokalu).
Zgodnie z ustawą przynależne do lokalu mogą być wyłącznie pomieszczenia. Oznacza to, że przynależną do lokalu nie można ustanowić określonej powierzchni, np. miejsca postojowego w garażu wielostanowiskowym czy ogródka przydomowego. W tym przypadku regulacje dotyczące własności takich powierzchni muszą być oparte na zasadach dotyczących własności i współwłasności zawartych w kodeksie cywilnym.

## Cel ustanowienia
Celem uregulowań prawnych umożliwiających ustanawianie pomieszczeń przynależnych była możliwość zapewnienia pełnego uregulowania prawnego własności dla lokali wyodrębnionych, które z założenia mają być lokalami samodzielnymi, tzn. mają zapewniać pełną realizację określonej funkcji, przy zachowaniu odrębnej własności takiego lokalu. Takie założenie narzuciło konieczność traktowania pomieszczeń nie wchodzących bezpośrednio w skład lokalu, jako część tego lokalu dla zapewnienia realizacji określonych potrzeb. Zakres tych potrzeb wynika również wprost z listy typowych pomieszczeń przynależnych występujących w praktyce obrotu prawnego.

## Rodzaje
Najczęściej spotykanymi pomieszczeniami są (wymienione w art. 2 ust. 4 uwl):
- komórka lokatorska
- piwnica
- strych
- garaż.

W tym przypadku ustawa nie definiuje jednak zamkniętej listy, lecz podaje jedynie przykłady. Oznacza to możliwość traktowania jako pomieszczenia przynależnego, np. pojedynczego pokoju położonego poza lokalem, i innych pomieszczeń niewymienionych (nazwanych) wprost w ustawie.

## Sposób ustanawiania
Ustanowienie przynależności danego pomieszczenia do lokalu winno nastąpić wraz z wyodrębnieniem danego lokalu z nieruchomości wspólnej na zasadach określonych w ustawie o własności lokali.
W praktyce oznacza to, że:
- przy obliczaniu powierzchni lokalu, do powierzchni samego lokalu dolicza się powierzchnię pomieszczeń przynależnych i tak obliczona łączną powierzchnię uwzględnia się do obliczenia udziału w nieruchomości wspólnej przypadającego na dany lokal
- przy składaniu wniosku o wydanie zaświadczenia o samodzielności lokalu, niezbędnego do wyodrębnienia lokalu, należy uwzględnić pomieszczenie przynależne, zarówno w samym wniosku jak i załączanych do wniosku rzutach odpowiednich kondygnacji budynku z zaznaczonym lokalem, jak i z zaznaczonymi pomieszczeniami przynależnymi, pomieszczenia przynależne oczywiście mogą być w miarę potrzeb zaznaczane na odrębnych rzutach
- zaświadczenie o samodzielności lokalu, które zostanie wydane na podstawie ww. wniosku z odpowiednim załącznikiem graficznym, będzie zawierać informację o pomieszczeniach przynależnych, a tym samym sąd wieczystoksięgowy dokona odpowiedniego wpisu na podstawie aktu ustanawiającego wyodrębnienie samodzielnego lokalu.

## Zasady i wymogi
Obowiązują następujące zasady i wymogi:
- można ustanowić do jednego lokalu wiele pomieszczeń przynależnych o różnym przeznaczeniu
- pomieszczenia przynależne muszą być położone na nieruchomości wspólnej (tzn. na danej nieruchomości gruntowej lub budynkowej, na której położony jest lokal, do którego przynależą)
- jeżeli w danej nieruchomości nastąpiło wyodrębnienie co najmniej jednego lokalu i obliczenie udziału w nieruchomości wspólnej, bez uwzględnienia powierzchni pomieszczeń przynależnych, to dla następnych lokali, do czasu wyodrębnienia ostatniego lokalu, stosuje się zasady przyjęte dla lokalu pierwszego (art. 3 ust. 7 uwl)
- powyższe uregulowanie nie będzie miało zastosowania, jeżeli wszyscy właściciele lokali już wyodrębnionych i dotychczasowy właściciel dokonają w umowie nowego ustalenia wysokości udziałów w nieruchomości wspólnej.